# Austin (Texas)
 For alternative betydninger, se Austin. (Se også artikler, som begynder med Austin)
Austin er hovedstad i den amerikanske delstat Texas. Byen har 885.400 indbyggere (2013), over 1 million inklusiv forstæder. Det gør byen til Texas' fjerde største efter Houston, San Antonio og Dallas og USA's 11. største.
Austin blev grundlagt i 1830, oprindeligt med navnet Waterloo. I 1839 blev byen valgt som hovedstad i Republikken Texas og ændrede derefter navn til Austin efter "Texas' Fader" Stephen F. Austin. Da republikken i 1845 blev annekteret af USA, fortsatte Austin som politisk hovedstad i den nye delstat Texas. Udover at være delstatshovedstad er Austin administrativt centrum for det amerikanske county Travis County.
Austin har de sidste årtier haft et meget rigt kultur- og musikliv. Der er to store musikfestivaler i Austin hvert år: Austin City Limits (ACL) og South by South West (SXSW), og derudover også mange mindre kulturbegivenheder. Austin er kendt for at være grøn og lidt eccentrisk, for at være et center for højteknologisk iværksætteri, samt for politisk at være markant mere venstreorienteret end resten af Texas. Dette skyldes bl.a. tilstedeværelsen af University of Texas at Austin, et af USA's allerstørste universiteter, med sine mere end 50.000 studerende.
Austins lufthavn er Austin-Bergstrom International Airport (ABIA), som ligger omkring otte km sydøst for byen.
- Wikimedia Commons har flere filer relateret til Austin (Texas)